# Noël (Joan Baez)
| Recensione                        | Giudizio |
| --------------------------------- | -------- |
| AllMusic                          | [ 2 ]    |
| The New Rolling Stone Album Guide | [ 3 ]    |

Noël è un album natalizio di Joan Baez, pubblicato dalla Vanguard Records nel novembre del 1966.

## Tracce
Lato A
1. O Come, O Come, Emmanuel – 2:56 (Brano tradizionale francese)
2. Coventry Carol/Good King Wenceslas – 2:21 (Brano tradizionale inglese/Brano tradizionale inglese, strumentale)
3. The Little Drummer Boy – 3:00 (Harry Simeone, Henry Onorati, Katherine K. Davis)
4. I Wonder as I Wander/Bring a Torch, Jeanette, Isabella – 4:31 (John Jacobs Niles/Brano tradizionale francese, strumentale)
5. Down in Yon Forest – 1:39 (Brano tradizionale inglese)
6. The Carol of the Birds (Dedicated to Pablo Casals) – 3:29 (Brano tradizionale catalano)
7. Angels We Have Heard on High – 1:21 (Brano tradizionale francese, strumentale)

Lato B
1. Ave Maria – 4:05 (Franz Schubert) – Cantata in tedesco
2. Mary's Wandering/Deck the Halls – 3:39 (Brano tradizionale tedesco/Brano tradizionale gallese, strumentale)
3. Away in a Manger/Adeste Fideles – 2:44 (Martin Luther/Brano tradizionale latino, strumentale)
4. Cantique de Noël (Sung in French) – 3:45 (Adolphe Adam)
5. What Child Is This – 3:01 (Brano tradizionale inglese)
6. Silent Night – 2:22 (Franz Xaver Gruber)

Edizione CD del 2010, pubblicato dalla Vanguard Records (VMD 79596)
1. O Come, O Come, Emmanuel – 3:02 (Brano tradizionale)
2. Coventry Carol – 1:58 (Brano tradizionale)
3. God King Wenceslas – 0:27 (Brano tradizionale)
4. The Little Drummer Boy – 3:08 (Harry Simeone, Henry Onorati, Katherine K. Davis)
5. I Wonder as I Wander – 3:50 (John Jacob Niles)
6. Bring a Torch, Jeanette, Isabella – 0:35 (Brano tradizionale)
7. Down in Yon Forest – 1:39 (Brano tradizionale)
8. The Carol of the Birds – 3:31 (Brano tradizionale)
9. Angels We Have Heard on High – 1:22 (Brano tradizionale)
10. Ave Maria – 4:08 (Franz Schubert)
11. Mary's Wandering – 3:17 (Brano tradizionale)
12. Deck the Halls – 0:20 (Brano tradizionale)
13. Away in a Manger – 1:58 (James R. Murray)
14. Adeste Fidelis – 0:48 (Brano tradizionale)
15. Cantique de Noël – 3:47 (Adolphe Adam) – Brano O Holy Night, cantato in tedesco
16. What Child Is This – 2:26 (Brano tradizionale)
17. Silent Night – 2:24 (Franz Xaver Gruber)
18. The First Noël – 2:29 (Brano tradizionale)
19. We Three Kings – 1:47 (Brano tradizionale) – Bonus Track - Prieviously Unreleased
20. Virgin Mary – 2:59 (Brano tradizionale) – Bonus Track - Prieviously Unreleased
21. Good Christian Kings – 0:59 (Brano tradizionale) – Bonus Track - Prieviously Unreleased
22. Burgundian Carol – 4:35 (Brano tradizionale) – Bonus Track - Prieviously Unreleased
23. Away in a Manger – 1:57 (James R. Murray) – Bonus Track - Prieviously Unreleased - versione cantata in francese

## Musicisti
- Joan Baez - voce, chitarra
- Peter Schickele - arrangiamenti, conduttore musicale
- Orchestra composta da recorders, viola, liuto, clavicembalo, organo barocco, strumenti a fiato, strumenti a corda e percussioni[7]

Note aggiuntive
- Maynard Solomon - produttore LP originale
- Mark Spector - produttore riedizione su CD
- Joan Baez - note sul retrocopertina dell'album originale
- Peter Schickele - note sul libretto CD